# سیارک ۱۳۷۰۴
سیارک ۱۳۷۰۴ (به انگلیسی: 13704 Aletesi، نامگذاری:1998PA1) سیزده هزار و هفتصد و چهارمین سیارک کشف شده‌است که در ۱۳ اوت ۱۹۹۸ کشف شد.
قدر مطلق سیارک برابر ۱۳٫۵۰ است.